# Noboru Nagao
Noboru Nagao (永尾昇?, Nagao Noboru; Honjō, 20 agosto 1954) è un ex calciatore giapponese, di ruolo centrocampista.

## Carriera
Disputò cinque stagioni con la maglia del Mitsubishi Heavy Industries, in cui approdò dopo aver militato nel club calcistico dell'università Hosei. Fra il 1977 e il 1981 ha totalizzato 73 presenze e 7 reti in Japan Soccer League, al termine della stagione 1978, il riconoscimento di miglior esordiente del campionato. Nel proprio palmarès figurano un treble conseguito nel 1978 e l'edizione 1980 della Coppa dell'Imperatore, in cui Nagao ebbe modo di segnare il gol decisivo della finale.

## Statistiche

### Presenze e reti nei club
| Stagione | Squadra              | Campionato | Campionato | Campionato |
| Stagione | Squadra              | Comp       | Pres       | Reti       |
| -------- | -------------------- | ---------- | ---------- | ---------- |
| 1977     | Mitsubishi HI        | JSL1       | 1          | ?          |
| 1978     | Mitsubishi HI        | JSL1       | 18         | ?          |
| 1979     | Mitsubishi HI        | JSL1       | 18         | ?          |
| 1980     | Mitsubishi HI        | JSL1       | 18         | ?          |
| 1981     | Mitsubishi HI        | JSL1       | 18         | ?          |
|          | Totale Mitsubishi HI |            | 73         | 7          |

## Palmarès

### Club
- Japan Soccer League: 1

1978
- Japan Soccer League Cup: 2

1978, 1981
- Coppa dell'Imperatore: 2

1978, 1980

### Individuale
- Miglior esordiente della Japan Soccer League: 1978[2]